# GMC Envoy
GMC Envoy — позашляховик від марки GMC концерну General Motors. Він був введений як люксове виконання моделі GMC Jimmy в 1998 році, в тому ж році Jimmy модернізували. Після короткої перерви, під час якої виробництво Jimmy було припинено, GMC представили самостійну модель Envoy, яка виготовлялась з 2002 по 2009 рік на базі Chevrolet TrailBlazer.

## Перше покоління (1998–2000)

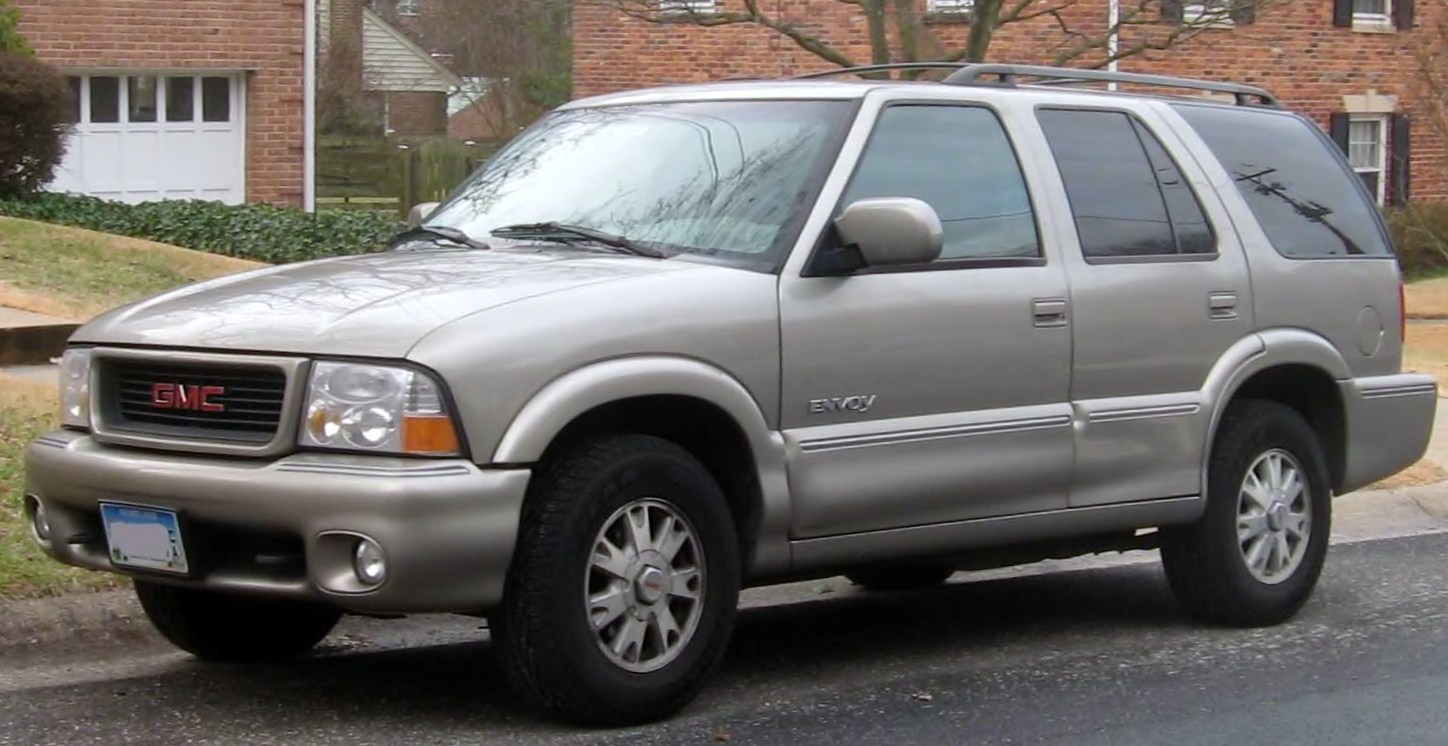
GMC Jimmy Envoy

- 4.3 L Vortec 4300 V6

## Друге покоління (2002–2009)
- 2002–2009 LL8 4.2 L I6

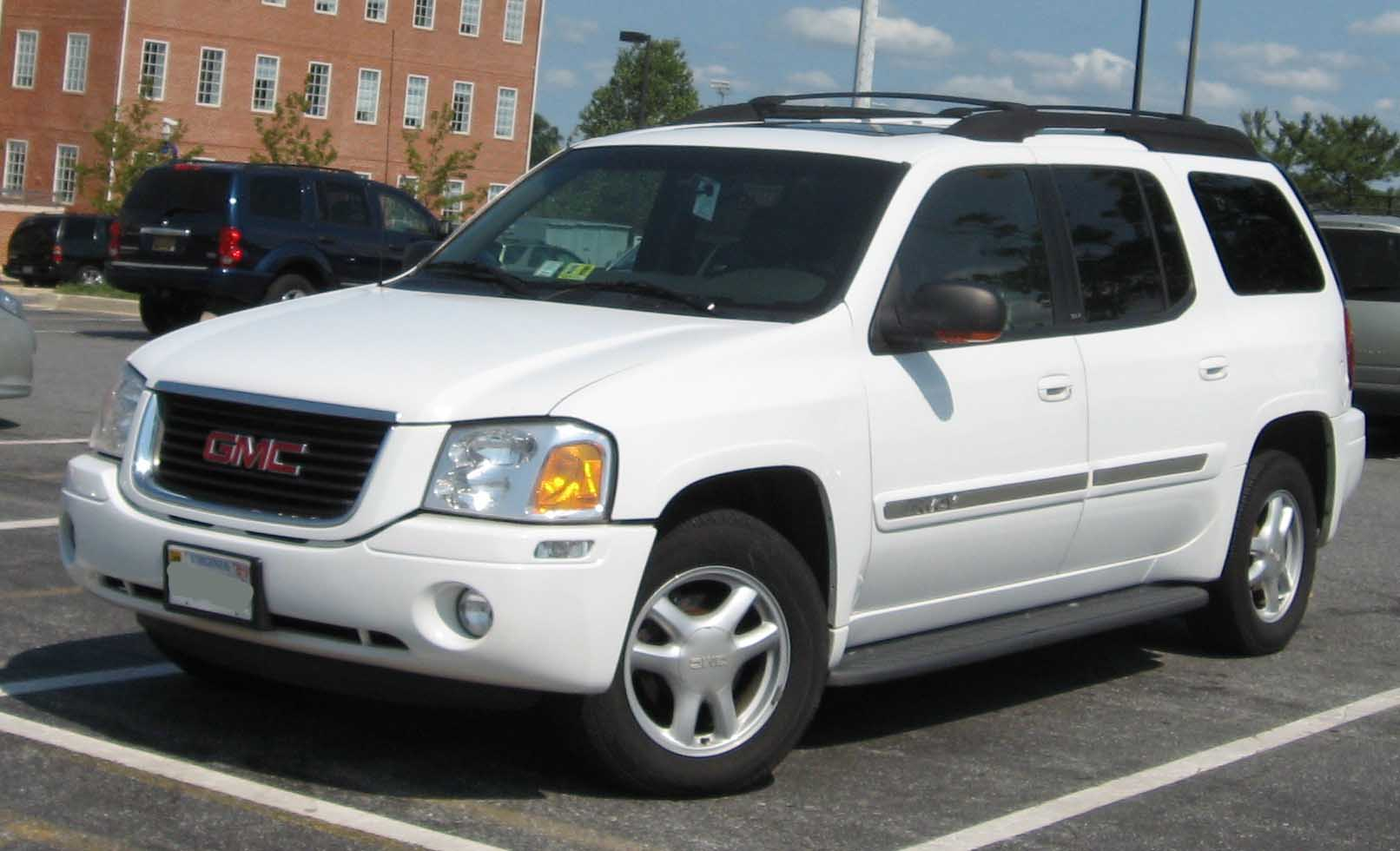
GMC Envoy XL

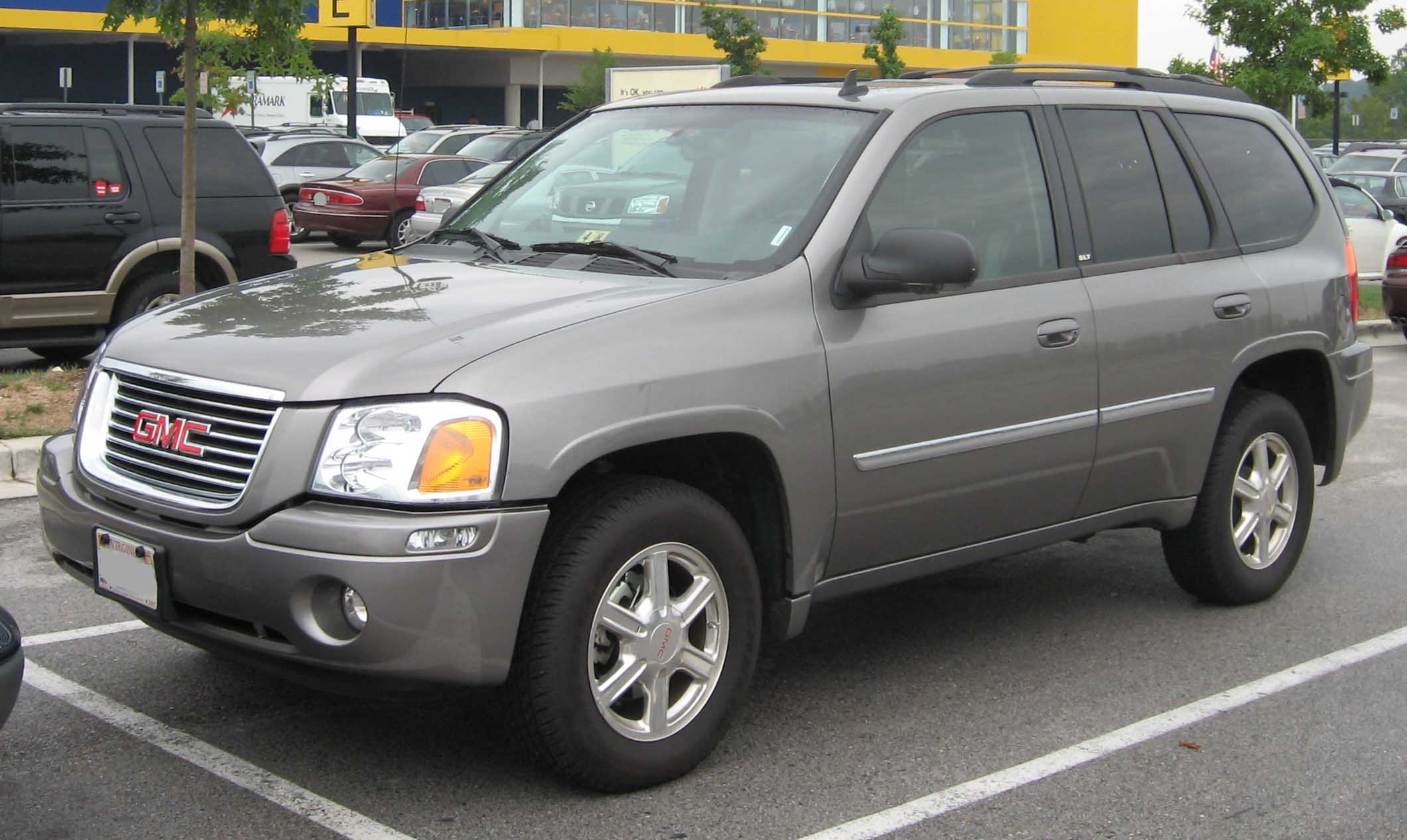
GMC Envoy

- 2003–2004 5300 LM4 5.3 L V8 (тільки Envoy XL)
- 2005–2009 5300 LH6 5.3 L V8

## Продажі в США
| Календарний рік | Продажі в США |
| --------------- | ------------- |
| 2001            | 51,208        |
| 2002            | 110,720       |
| 2003            | 127,782       |
| 2004            | 134,897       |
| 2005            | 107,862       |
| 2006            | 74,452        |
| 2007            | 48,586        |
| 2008            | 23,876        |
| 2009            | 4,857         |